# Fermium-257
Fermium-257 of 257Fm is een onstabiele radioactieve isotoop van fermium, een actinide en transuraan element. De isotoop komt van nature niet op Aarde voor. Met een halveringstijd van 100,5 dagen is het de langstlevende isotoop van het element.
Fermium-257 kan ontstaan door radioactief verval van einsteinium-257, mendelevium-257 en nobelium-261. 
{\displaystyle {\ce {{^{257}_{99}Es}->{^{257}_{100}Fm}+{e^{-}}+{\bar {\nu }}_{e}}}}
{\displaystyle {\ce {{^{257}_{101}Md}->{^{257}_{100}Fm}+{e^{+}}+{\nu }_{e}}}}
{\displaystyle {\ce {{^{261}_{102}No}->{^{257}_{100}Fm}+\,_{2}^{4}\alpha }}}

## Radioactief verval
Fermium-257 vervalt vrijwel volledig via alfaverval tot de radio-isotoop californium-253:
{\displaystyle {\ce {{^{257}_{100}Fm}->{^{253}_{98}Cf}+\,_{2}^{4}\alpha }}}
241Fm · 242Fm · 243Fm · 244Fm · 245Fm · 246Fm · 247Fm · 248Fm · 249Fm · 250Fm · 250mFm · 251Fm · 251mFm · 252Fm · 253Fm · 254Fm · 255Fm · 256Fm · 257Fm · 258Fm · 259Fm · 260Fm